# Partizanskoe (Oblast' autonoma ebraica)
Partizanskoe (in lingua russa Партизанское) è un centro abitato dell'Oblast' autonoma ebraica, situato nel Smidovičskij rajon.